# GU Риб b

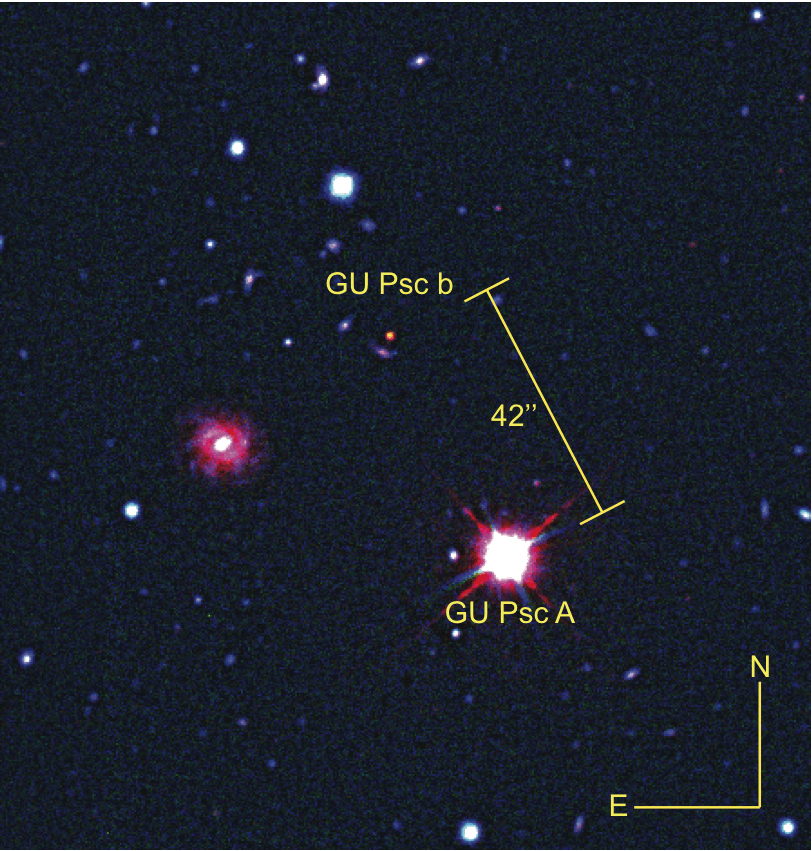
Зображення і GU Риб b, одержане телескопом CFHT

GU Риб b  (GU Psc b) — екзопланета (газовий гігант) в сузір'ї Риби. Є на сьогодні єдиною відомою екзопланетою в системі молодої змінної зорі GU Риб, віддалена від Землі на 156 світлових років.
Материнська зоря належить до спектрального класу M3, її вік — не більше 130 млн років, маса дорівнює 0,35 від маси Сонця.
Маса екзопланети — 13 ± 2 маси Юпітера. GU Риб b має рекордний період обертання — 80 000 років та віддалена від своєї зорі на 2 000 а.о. .
Отже, нова планета — це величезний газовий гігант, що знаходиться на орбіті невеликої зірки з масою лише третини нашого Сонця. Планета має масу в 9 - 13 разів більшу, ніж у Юпітера, і температуру поверхні близько 800 °C (1500 °F). GU Риб b близька до критичної маси, за якої у газового гіганта починаються ядерні реакції синтезу в ядрі з подальшим перетворенням на коричневого карлика.

## Історія відкриття
Екзопланета була відкрита в 2014 році силами міжнародної команди дослідників, яку очолила аспірантка на кафедрі фізики Монреальського університету Марі-Ів Науд. Команда займалася пошуком екзопланет навколо молодих зірок АВ золотої рибки. Молоді зірки особливо цікаві для пошуку екзопланет, тому що новостворені екзопланети ще не встигли охолонути, і виглядають досить яскраво на тлі своїх зірок, щоб їх можна було виявити без досягнення дуже високої контрастності. Прямі знімки були отримані з використанням обсерваторії Джеміні і телескопа CFHT. На інфрачервоних знімках був виявлений об'єкт спектрального класу Т3.5 ± 1, який віддалений від своєї зірки на 42 кутові секунди (~ 2000 а.о. в проєкції на небесну сферу), але рухається разом з нею.